# 麻見順子
麻見 順子（あさみ じゅんこ、1967年9月24日 - ）は、日本の女性声優、ナレーター。
神奈川県出身。プロジェクト・パーン所属。

## 来歴
以前はぷろだくしょんバオバブ、美i-styleに所属していた。

## 人物
1998年9月5日（9月4日深夜）に放送された『タモリ倶楽部』での「セクシャルヒーリングコンテスト」で石原亜季、小椋恵子、住友優子、兵藤まこ、弥永和子を抑え、優勝した。以降はナレーターとしての活動が比較的多くなっている。
かわいらしい美少女の声で知られる。
資格は普通自動車免許、ヘア&メイク。特技は散歩、キャンプ、スノーボード、歌唱。趣味はヘア・メイク、スケートボード組立て。

## 出演
太字はメインキャラクター。

### テレビアニメ
1989年
- おぼっちゃまくん（1989年 - 1991年、生徒B、看護隊A、生徒A、女の子A、アナウンサー 他）
- シティーハンター3（女A、女の子）
- 魔動王グランゾート（女子大生）
- ミスター味っ子（女性客A、ゆかり）

1990年
- アイドル天使ようこそようこ（女）
- NG騎士ラムネ&40（リーラ）
- ジャングルブック・少年モーグリ（クルク・兄の妻）
- 八百八町表裏 化粧師
- 三つ目がとおる（松島さん）
- YAWARA!（女学生D）

1991年
- 少年アシベ（1991年 - 1992年、安西先生、リコ） - 2シリーズ
- それいけ!アンパンマン（1991年 - 1995年、こしょうぼうや〈2代目〉、ココナッツマン（B）〈初代〉、はぐるまん）

1992年
- 宇宙の騎士テッカマンブレード（オペレーター、キャスター、女の子）
- クレヨンしんちゃん（1992年 - 2020年、高田、小宮悦子、じゅんこちゃん、中山広子、ミッチー、車ウリ子、カップルの女、人妻 他）
- ちいさなおばけアッチ・コッチ・ソッチ（エリ）
- ママは小学4年生（看護婦、事務員、受付、テニスギャルA、赤ちゃん）
- みかん絵日記（立花杏子、チビタロウ）

1993年
- 疾風!アイアンリーガー（アロンモンロー）
- しましまとらのしまじろう
- ドラえもん（テレビ朝日版第1期）（ミイちゃん〈2代目〉）
- 忍たま乱太郎（女性）

1994年
- とんでぶーりん（日高薫）
- 覇王大系リューナイト（女性兵士）

1995年
- 黄金勇者ゴルドラン（1995年 - 1996年、ミチル先生、シャランラ・シースルー、惑星ミラダイス）
- 快傑ゾロ（女性）
- カラオケ戦士マイク次郎（マリ）
- 獣戦士ガルキーバ（サヤカ）
- なんでもQ（カバ）

1997年
- ポケットモンスター（マナミ）

1998年
- ちびまる子ちゃん（1998年 - 2024年、川田さんの妻）
- 超魔神英雄伝ワタル（町の女）
- フォーチュン・クエストL（トラップの母）

1999年
- イソップワールド（クック、テンのママ）
- ワイルドアームズ トワイライトヴェノム（マリー）

2003年
- 魔探偵ロキRAGNAROK（フレイヤ）

2004年
- アガサ・クリスティーの名探偵ポワロとマープル（マギー・バックリー）
- 名探偵コナン（2004年 - 2016年、竹岡奈津子、猪俣保子、真壁百合 他）
- MONSTER（少年の母）

2006年
- 機神咆吼デモンベイン（覇道瑠璃）

2007年
- 機神大戦ギガンティック・フォーミュラ（リリィ）
- レ・ミゼラブル 少女コゼット（女工A、女工、女子工員）

2008年
- コードギアス 反逆のルルーシュR2（ギネヴィア・ド・ブリタニア）

### 劇場アニメ
- ドラミちゃん ミニドラSOS!!!（1989年、ゆかり）
- ドラミちゃん アララ♥少年山賊団!（1991年、腰元）
- とべ!くじらのピーク（1991年）

### OVA
1988年
- トップをねらえ! GunBuster（女子生徒α）

1989年
- SDガンダム外伝 ジークジオン編（預言者サラサ）

1990年
- 暗黒神話（アナウンスA）
- 1+2=パラダイス（女性Na）
- 新カラテ地獄変（リンダ）
- YJ版レモンエンジェル（里美）

1991年
- 恐怖新聞（ユカ）
- 静かなるドン
- 心霊恐怖レポート うしろの百太郎
- ドラゴンナイト（レイラ）
- 闇の司法官ジャッジ（山本敬子）

1992年
- 永遠のフィレーナ（ミリカ）
- ぷりんせすARMY ウェディング★COMBAT（女生徒）

1993年
- ああっ女神さまっ（三嶋沙夜子）
- KO世紀ビースト三獣士II（戦闘員A）
- ぼくの地球を守って（子供、女生徒A）

1994年
- キキとララのはばたけ!ペガサス（星の子A）
- THE レイプマン（和雄の恋人）
- 湘南純愛組!（槍田想奈）

1996年
- 聖少女戦隊レイカーズ（神楽坂玲子 / スターレイカー）
- 闘神伝（クリストファー）
- 宝魔ハンターライム（プギ）

1998年
- ようこそ！エコロ島（境子）

2004年
- 機神咆吼デモンベイン（覇道瑠璃）※PS2ゲーム同梱版

2011年
- 装甲騎兵ボトムズ 孤影再び（修行僧B）

### ゲーム
1990年
- 雀偵物語2 宇宙探偵ディバン出動編（魔獣アリシア）

1991年
- エフェラ アンド ジリオラ ジ・エンブレム フロム ダークネス（ルビエラ）

1993年
- 藤子不二雄Aの笑ゥせぇるすまん（OL、女性、まみ）
- 妖獣戦記（ミユキ）

1994年
- クリスタルリナール -逢魔の迷宮-（坂垣真尋）
- 宝魔ハンターライム（プギ、みちのたか子、百合）

1995年
- 銀河お嬢様伝説ユナ2 永遠のプリンセス（疾風のマコ）

1996年
- チップちゃんキィーック！（モーリー）
- ホーンテッドカジノ（アナベラ・ミュウ）

1997年
- 銀河お嬢様伝説ユナ3 LIGHTNING ANGEL（疾風のマコ）
- VS雀士ブランニュースターズ（千歳奈々美）
- 麻雀学園祭（七瀬美樹）

1998年
- ダブルキャスト（司会者）
- どきどきポヤッチオ（イーリア先生）
- ドラゴンフォースII -神去りし大地に-（サニス）
- 新世代ロボット戦記ブレイブサーガ（シャランラ･シースルー）

1999年
- バトル昆虫伝（斎久美）

2000年
- ブレイブサーガ2（シャランラ・シースルー）
- ペルソナ2 罰（桐島英理子）

2001年
- Phantom -PHANTOM OF INFERNO-（藤枝美緒）

2004年
- 機神咆吼デモンベイン（覇道瑠璃）
- PIZZICATO POLKA 〜縁鎖現夜〜（ステラ）

2005年
- 魔探偵ロキ RAGNAROK 魔妖画 〜失われた微笑〜（フレイヤ）

2006年
- 機神飛翔デモンベイン（覇道瑠璃、エイダ）

2007年
- きると 貴方と紡ぐ夢と恋のドレス（アイリ）

2009年
- R-TYPE TACTICS II -Operation BITTER CHOCOLATE-（ディアナ・ベラーノ）

2012年
- ペルソナ2 罰 ETERNAL PUNISHMENT（桐島英理子）

2013年
- スーパーロボット大戦UX（覇道瑠璃）

2014年
- 穢翼のユースティア Angel's blessing（メルト・ログティエ）

2022年
- 穢翼のユースティア（メルト・ログティエ）

### ドラマCD
- 青の騎士ベルゼルガ物語（シェラ・デュドネ）
- 穢翼のユースティア（メルト・ログティエ）
- Weiß kreuzシリーズ
  - Weiß kreuz Dramatic Collection I The Holy Children（ヒトエ）
  - Weiß kreuz Dramatic Precious 2nd STAGE TEARLESS DOLLS（右乃）
  - Weiß kreuz Dramatic Precious Final STAGE DREAMLESS LIFE（右乃）
- 黄金勇者ゴルドラン（シャランラ・シースルー）
  - 総天然色CD大活劇「ワルター・ワルザックの大冒険」
  - CDサウンド・ムービー・ショウ 華麗な探偵 ワルザック・ブラザーズ〜死神の逆位置
- 吸血姫美夕 スペシャル・ドラマCD（アユコ）
- 王都妖奇譚（晴明）
- テレビアニメーション「機神咆吼デモンベイン」ドラマCD Vol.1（覇道瑠璃）
- グラディウスIII サウンドトラック内「開発秘話・真夏の夜明けに正月を見た」（MIKI-CHANG）
- Cinematic Sound Drama GetBackers-奪還屋-マリンレッドを奪り還せ!〜（ナディア）
- 最後の夏休み（野々宮先生）
- 世界でいちばん大嫌い（石塚麻子）
- 同級生 恋愛専科（鈴木美穂）
- ドラゴン騎士団（デルテ）
- ドラゴン・パーティ オーディオドラマ（リュー・ネルソン）
- とんでぶーりん みんなぶーりんになりたかった（日高薫）
- ハイスクール・オーラバスター（早水奈緒）
- 魔神英雄伝ワタル3 虎王物語 虎王伝説 CDシネマ1 - 2（由美）
- ランス〜真実のランス〜（ミン）

### パチンコ・パチスロ
- パチスロ『DARKER THAN BLACK‐黒の契約者‐』（2013年、アンバー）
- CRダーカーザンブラック‐黒の契約者‐（2017年、アンバー）

### 吹き替え

#### 映画
- ウエスト・サイド物語（ヴェルマ）※TBS新録吹き替え版
- ジェイン・エア（ベルタ〈マリア・シュナイダー〉）
- ダーク・ハーフ ※ソフト版
- ノーバディーズ・フール
- フォレスト・ガンプ/一期一会（子供時代のジェニー〈ハンナ・ホール〉）※ソフト版
- マジック・ダイナソー
- ルーカスの初恋メモリー

#### ドラマ
- カリフォルニア・ドリーム（ウェイトレス）
- たどりつけばアラスカ（シェリー・タンボ〈シンシア・ギアリー〉）
- 天才少年ドギー・ハウザー（ヘザー）
- トップモデル諜報員 カバー・アップ（バーバラ）
- フルハウス（イディ、スーザン・エリクソン）
- 愉快なシーバー家（ベッキー・スウォーキー、スーザン）

#### アニメ
- タイニー・トゥーンズ（フィフィ）
- ドン・キホーテ（メイド）

### ナレーション
- フジテレビミニット - フジテレビ「チャンネルα」の枠内で放送される1分間の番組宣伝番組。オープニングの出演者を紹介するナレーションだけを担当する場合と、全編のナレーションを担当する場合があった。まれに出演しない場合もあった（宣伝される番組が生放送の特別番組の場合など）。2010年3月まで担当[17]。
- Beポンキッキ
- 天国の階段 番宣
- お台場冒険王 番宣
- ミッドナイトマーメイド（テレビ朝日）
- わがまま女子が行く♪ 冬のソウル地下鉄の旅（BSフジ）[18][19]